# St. Nikolai (Zerbst/Anhalt)

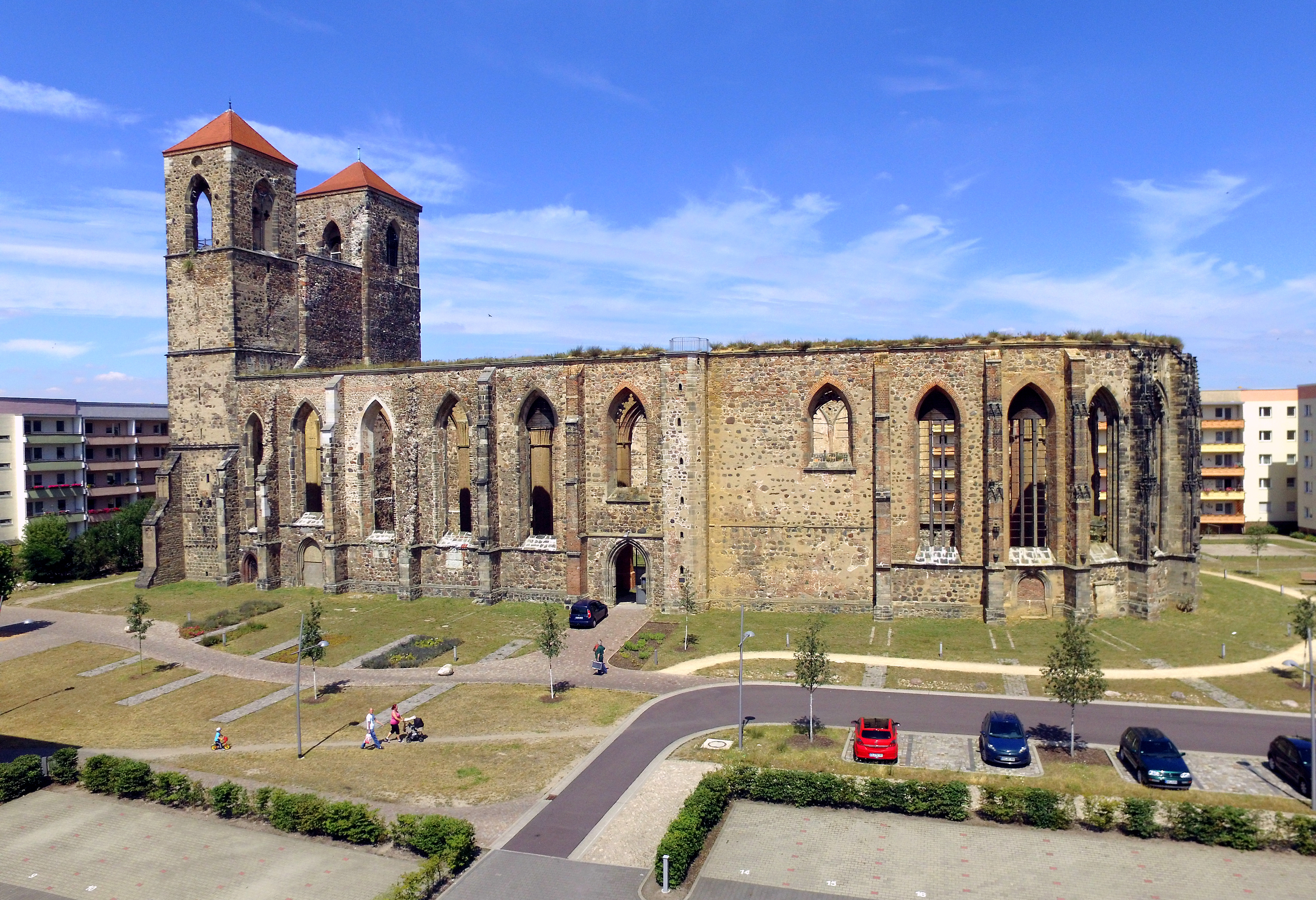
Seitenansicht von St. Nikolai

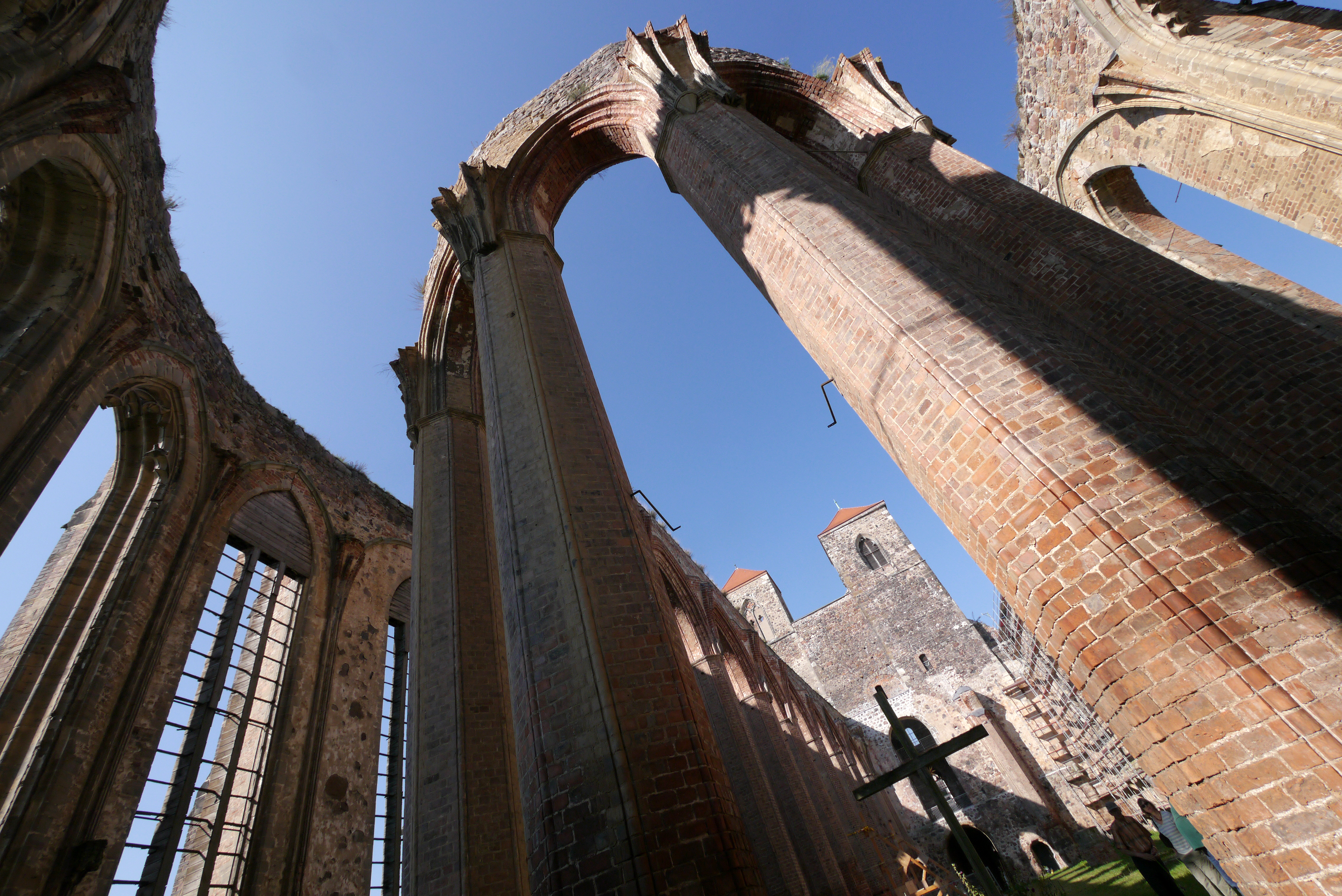
Säulen des Innenraumes

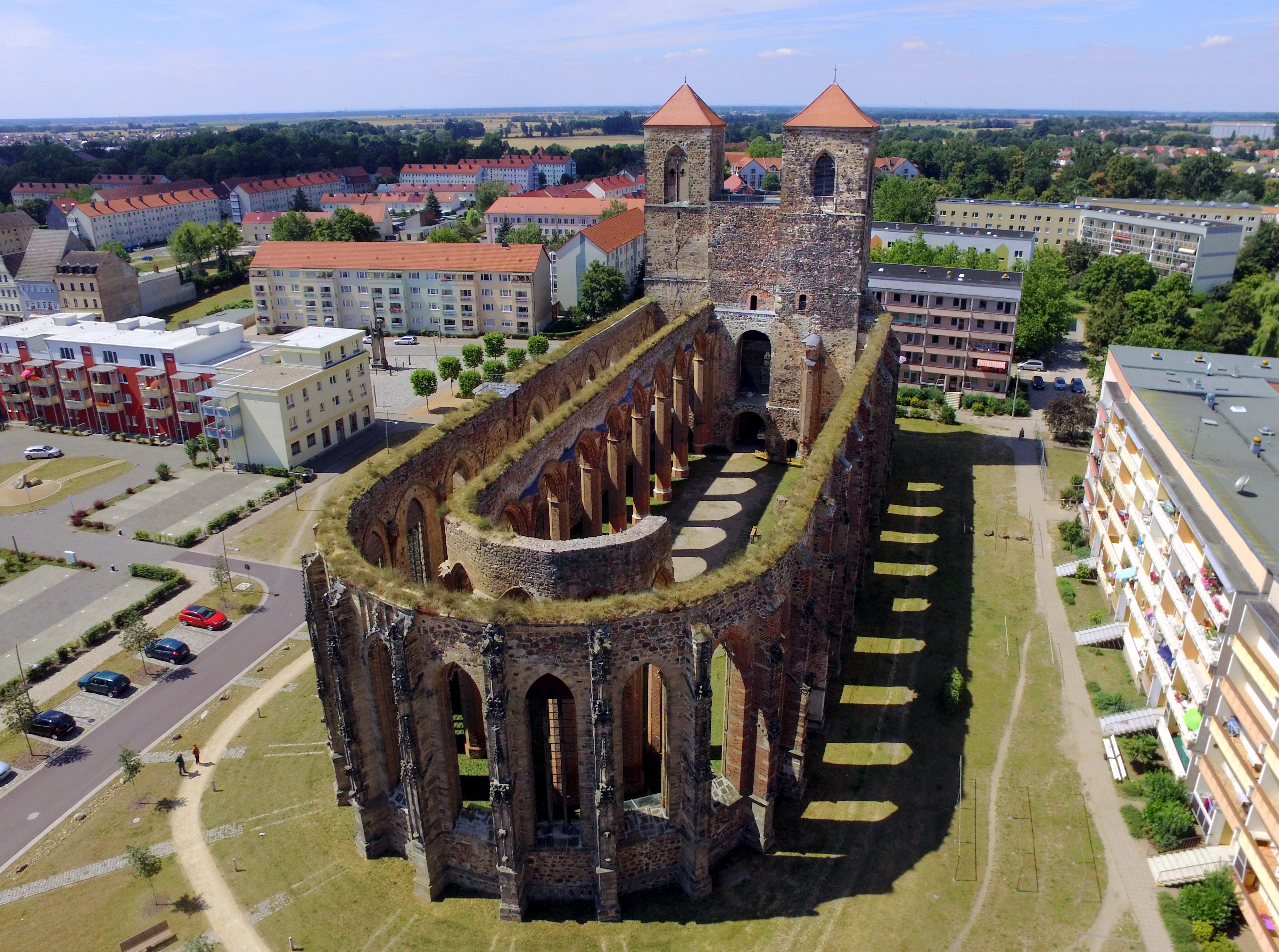
St. Nikolai (2016)

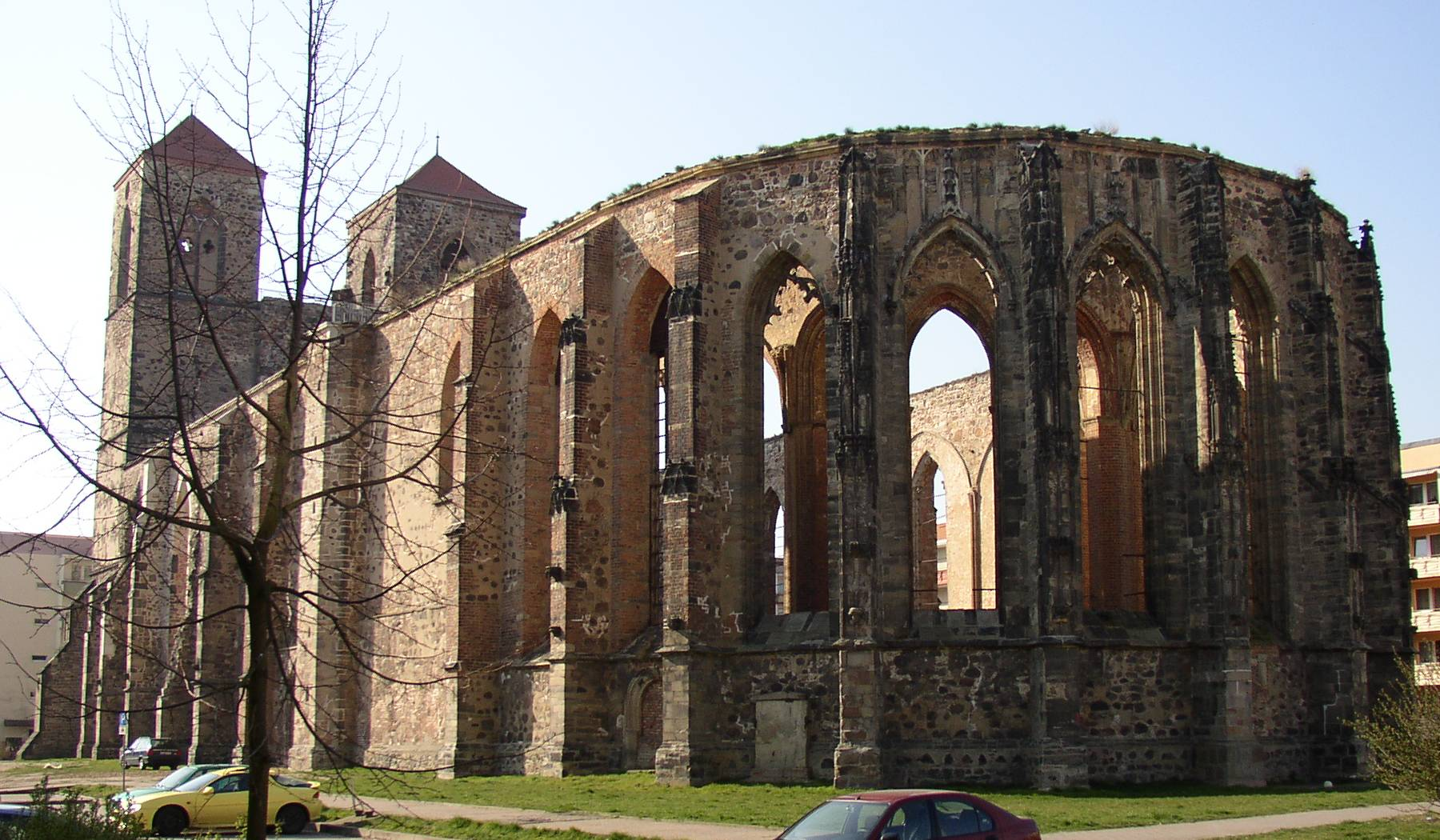
Blick zum Chor

Die Kirche Sankt Nikolai (auch Sankt Nicolai) war eine evangelische Kirche in Zerbst. Die größte Kirche Anhalts wurde im Zweiten Weltkrieg zerstört und ist seither eine Ruine.

## Geschichte
Als romanische Basilika im 12. Jahrhundert aus Granitquadern gebaut, gehörte sie zu den ersten sakralen Steinbauten östlich der Elbe und war Mittelpunkt der frühesten Stadtentwicklung von Zerbst. Von diesem Bau ist nur der Südturm erhalten geblieben.
Um 1430 begann der Neubau einer gotischen Hallenkirche, auch als Ausdruck des Reichtums und des Selbstbewusstseins der Bürger in der Blütezeit der Stadt um 1400. Der Chor war 1446 vollendet, das Kirchenschiff 1486. Um 1440 wurde an einem Pfeiler ein Steinrelief mit einer Darstellung einer „Judensau“ angebracht; dazu gibt es eine Erklärungstafel und – nahe dabei – seit 2023 ein „Gegendenkmal“ von Hans-Joachim Prager. Zwischen den Jahren 1476 und 1494 erfolgte der Bau der Turmstube. Die im Zweiten Weltkrieg zerstörten drei steinernen Kirchturmspitzen waren in den Jahren 1533/34 aufgesetzt worden. Die dreischiffige gotische Hallenkirche St. Nicolai war die Ratskirche der Stadt und gilt als ein wichtiges Werk der Parler-Schule.
Ausgehend von St. Nikolai wurde in Zerbst bereits Anfang der 1520er Jahre die lutherische Reformation eingeführt. Die mittelalterliche Ausstattung der Kirche fiel 1525 einem Bildersturm zum Opfer. 1573 wurde Wolfgang Amling Pfarrer an St. Nikolai, 1578 Superintendent († 1606). Als leitender Geistlicher der entstehenden Anhaltischen Landeskirche – deren erste Ordinationen erfolgten 1578 in St. Nikolai – betrieb er deren Übergang zum Calvinismus. In dieser Zeit wirkte Gallus Dreßler als Diakon (zweiter Prediger) und Kirchenmusiker an St. Nikolai. Anhalt-Zerbst kehrte 1646 zum lutherischen Bekenntnis zurück.
Von 1819 bis 1827 wurde die Kirche auf Veranlassung von Herzog Leopold Friedrich von Anhalt-Dessau dem Zeitgeschmack entsprechend in historisierender Weise umfassend restauriert.
1840 erhielt die Kirche eine Orgel von Adolph Zuberbier und Friedrich Geibel, die 37 Register auf zwei Manualen und Pedal besaß. 1929 wurde diese Orgel ersetzt durch ein neues Instrument von Fleischer & Kindermann mit 47 Registern auf drei Manualen.
Die Kirche wurde beim Bomberangriff vom 16. April 1945 fast vollständig zerstört. Ein vollständiger Abbruch, der bereits freigegeben war, wurde durch Privatleute, Pfarrer und Denkmalpfleger verhindert. Am 24. Juni 1991 wurde ein Förderverein gegründet, der sich für die Sicherung der Ruine einsetzt. Seitdem wurden unter anderem der Nord- und der Südturm wieder überdacht, an der Stelle des Mittelturmes eine Aussichtsplattform eingerichtet sowie ein neues Geläut installiert. Die Wiederherstellung des Kirchenschiffs ist vorerst nicht geplant.
Die Ruine wird für Konzerte und andere kulturelle Veranstaltungen genutzt.

## Geläut
Im Nordturm hängen fünf Glocken, u. a. die größte Glocke Anhalts, die Gloriosa (Glocke 1). Das Geläut dient der benachbarten Trinitatiskirche.
| Glocke | Name     | Nutzung             | Gussjahr | Gießer          | Masse   | Nominal |
| ------ | -------- | ------------------- | -------- | --------------- | ------- | ------- |
| 1      | Gloriosa | Festglocke          | 1378     | unbezeichnet    | 4540 kg | h°      |
| 2      | Apostel  | Friedensglocke      | 1660     | Georg Schreiber | 2620 kg | c′      |
| 3      | Stifter  | Verkündigungsglocke | 2007     | Lauchhammer     | 1510 kg | e′      |
| 4      | Nicolai  | Stadtglocke         | 1477     | unbezeichnet    | 0938 kg | g′      |
| 5      | Johannes | Taufglocke          | 1418     | unbezeichnet    | 0102 kg | a″      |